# Садовое (Новониколаевский район)
Садовое (укр. Садове) — село,
Софиевский сельский совет,
Новониколаевский район,
Запорожская область,
Украина.
Код КОАТУУ — 2323685907. Население по переписи 2001 года составляло 48 человек.

## Географическое положение
Село Садовое находится на расстоянии в 1,5 км от села Горлицкое.
По селу протекает пересыхающий ручей с запрудой.

## История
- 1925 год — дата основания.